# Friedrich Georg August von Hessen-Darmstadt

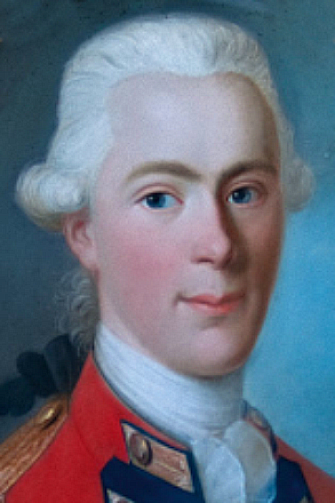
Friedrich Georg August von Hessen-Darmstadt

Prinz Friedrich Georg August von Hessen-Darmstadt (* 21. Juli 1759 in Darmstadt; † 19. Mai 1808 in Groß-Gerau) war ein Prinz von Hessen-Darmstadt, Oberst und Schriftsteller.

## Leben

### Herkunft
Friedrich Georg August war ein Sohn von Georg Wilhelm von Hessen-Darmstadt (1722–1782) und seiner Frau Prinzessin Maria Luise Albertine von Leiningen-Dagsburg-Falkenburg (1729–1818). Seine Schwester Friederike Caroline Luise von Hessen-Darmstadt war verheiratet Herzogin von Mecklenburg-Strelitz und Mutter von seiner Nichte Luise von Mecklenburg-Strelitz, der preußischen Königin Luise.
Sein Altersgenosse Prinz Friedrich von Hessen-Darmstadt (1759–1802) war sein Cousin.

### Ausbildung und Wirken
Sein Prinzenerzieher war in den Jahren 1769 bis 1775 Justus Balthasar Müller (1738–1824). Durch ihn war die intellektuelle Ausbildung des Prinzen abgedeckt und dessen Vorbild animierte ihn auch zum Schreiben. Ein Aufenthalt an einer Universität war offenbar nicht vorgesehen, und nach einer dreimonatigen Italienreise im Jahr 1775 schlug der hessische Prinz die Militärlaufbahn ein. Er hatte bereits seit 1767 den Rang eines Lieutenants in der hessischen Leibgarde, seit 1769 den eines Majors. 1776 wurde er Hauptmann im Kurhannoverischen Gardegrenadierregiment (1783 als Oberst ausgeschieden) und zuletzt 1783 Oberst im Königlich Französischen Infanterie-Regiment Nr. 101 Royal Nassau-Saarbrücken.
Wie einige andere Mitglieder seiner Familie, war auch Prinz Friedrich Georg August Freimaurer.
Zu seinem literarischen Werk gehört Dariolette: Ein Trauerspiel in fünf Aufzügen, gedruckt 1788. Der Titelheld Graf Dariolette ist möglicherweise ein idealisiertes Porträt des Prinzen selbst. Nach einer kurzen Phase der Bühnenproduktion, die sich mit der Blütezeit des fürstlichen Liebhabertheaters in Darmstadt deckte, wandte sich der Prinz der militärisch-technischen Fachschriftstellerei zu.

### Tod
Gestorben ist er an einer Lungenentzündung. Der behandelnde Arzt hatte zunächst nur einen verdorbenen Magen diagnostiziert. Diese Fehldiagnose hatte eine fatale Folge.

### Auszeichnungen
- 1787 Ritter des Königlich Polnischen Weißen Adler-Ordens
- 1802 Ritter des Johanniter-Ordens

## Familie
Am 4. September 1788 heiratete er in Griesheim die Bürgerliche Karoline Luise Salome Seitz (* 24. Juni 1768 in Darmstadt; † 20. Juni 1812 ebenda), Tochter des Christian Wilhelm Seitz, der erst Hofperückenmacher, dann Lakai und Kammerdiener des Landgrafen Ludwig IX., des Prinzen Onkels, in Pirmasens und Darmstadt war. Die Braut hatte Friedrich Georg August kennengelernt, als er gemeinsam mit Friedrich Schiller über den verschneiten Marktplatz ging, während jene sich mit ihrer Freundin eine Schneeballschlacht lieferte und zufällig den Prinzen mit einem Schneeball traf. In einer solchen morganatischen Ehe erhielten die Kinder nicht die Vorrechte des ranghöheren Ehemannes, sondern die niedere Stellung der Ehefrau. Daher nobilitierte der Landgraf die Ehefrau zur „Frau von Friedrich“. Am Hof des hessen-darmstädtischen Landgrafen war für die standesungleichen Eheleute kein Platz, darum richteten sie sich zunächst im Forsthaus zu Griesheim und später in Groß-Gerau ein.
Der gemeinsame Sohn trug entsprechend nicht den Namen und Titel eines hessischen Prinzen, sondern den eines „Freiherrn von Friedrich“. Ferdinand August Freiherr von Friedrich (1800–1879) wurde 1827 großherzoglich hessischer Kammerherr. Er ist in der Familiengruft des Landgrafen Friedrich August von Hessen begraben. Geheiratet hatte er 1826 in Würzburg Anna Werr (1804–1844), mit der er die Tochter Agnes Franziska Ferdinande Freiin von Friedrich (1828–1889) bekam. Jene heiratete 1847 in Miltenberg den herzoglich nassauischen Kammerjunker und Oberleutnant Arwied Freiherr von Witzleben (1823–1883) und starb in Bukarest. Sie hatte zwei Söhne und eine Tochter, die mit einem Ingenieur in Bukarest verheiratet war.